# Diablos de Naiguatá

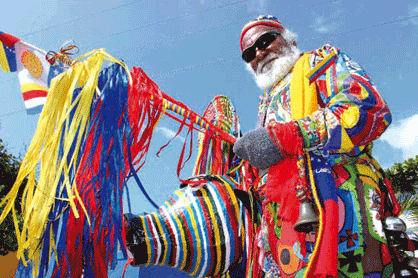
Pablo Roberto Izaguirre (Robin)

Los Diablos danzantes de Naiguatá, o Diablos de Naiguatá, es una expresión cultural que se manifiesta a través de la danza tradicional en la religiosidad popular. Se lleva a cabo al este del estado La Guaira; región centro costera de Venezuela, en la población de Naiguatá, su principal actividad tiene lugar el jueves de Corpus Christi. Forma parte de las fiestas tradicionales, que se realizan en su mayoría en honor a un santo o fecha de importancia religiosa, en este caso como devoción al Santísimo Sacramento. Legado de los primeros habitantes de esa región, otras celebraciones, al igual que esta, son producto del mestizaje racial y cultural. Todas estas festividades que celebran en esa población se nutren de la multiplicidad cultural; muchas fueron traídas de Europa; fundamentalmente de España como consecuencia de su incursión en tierras americanas, hechos acontecidos en la última década del siglo XV mediante la invasión extranjera que dio paso a la colonización y apropiación de tierras. África también fue un factor que aportó un elemento esencial con la llegada de sus habitantes, esclavos que fueron trasladados a América para realizar tareas pesadas y agotadoras en las haciendas de los españoles, y por último y sin ninguna duda, el aporte de los aborígenes y aquellos elementos autóctonos de la zona. El torbellino de culturas se unificó de manera fascinante para dar lugar a las fiestas que hoy se celebran en la cultura popular de Naiguatá.
Entre estas manifestaciones culturales que existen en Naiguatá, está la fiesta más importante de la Iglesia católica después del Domingo de Resurrección, el jueves de Corpus Christi acompañado de su respectiva víspera, que es el miércoles inmediato anterior; fecha movible en el calendario católico pues se realiza el noveno jueves después de la Semana Santa. En esta celebración mágico-religiosa, la manifestación tradicional es representada por el baile de los Diablos Danzantes de Naiguatá quienes rinden culto al Santísimo Sacramento del Altar. En esos dos días las calles de Naiguatá se decoran con los múltiples colores que cubren al danzante de pie a cabeza, ecorresponden a la vestimenta y la máscara de cada uno de los danzantes, quienes danzan acompañados de la sonora y rítmica percusión que produce "la caja" (tambor), al unísono con las campanas que cuelgan en sus cinturas al recorrer bailando toda la población luego de realizar sus ceremonias al frente de la Iglesia. Todo el recorrido lo realizan danzando al llamado de "la caja", "bailan al son que le toquen". Esta cadena de sucesos y elementos produce un sonido único que identifica a distancia la presencia de los Diablos Danzantes de Naiguatá en todas las calles.

## Preparativos
El festejo comienza semanas previas a la celebración de Corpus Christi, la parte religiosa está a cargo de la Sociedad del Santísimo Sacramento de Naiguatá y la Parroquia; con el Sacerdote al frente de la organización y, en la parte tradicional, la Cofradía Diablos Danzantes de Naiguatá a través de su Junta Directiva y el Comité Organizador, comité que lo integran en su mayoría los amigos y colaboradores de la manifestación; sean ellos particulares o institucionales. Los preparativos para su celebración, se inicia con la elaboración de las máscaras, vestimentas y otras indumentarias. La confección de las máscaras sigue tres fases. 
El primer paso, hacer un armazón en alambre con la figura del animal que, con antelación ha escogido el artesano para fabricarla. Estas figuras pueden ser del mundo marino, también aves o animales de corral, o bien híbridos de estas especies que culminan siendo figuras zoomorfas que impacta la mirada de los observadores. Esta armazón de alambre cuenta con dos protuberancias en forma de cachos que al unir sus dos puntas forman un aro. 

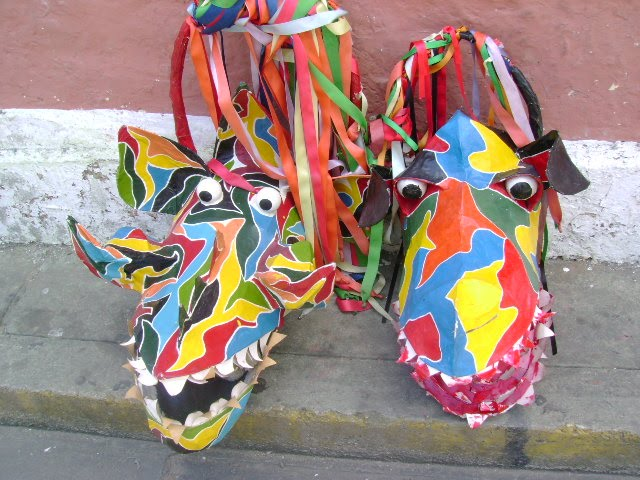
Máscara (parte de la indumentaria del danzante)

El segundo paso es cubrir la estructura metálica con una primera capa de papel periódico, hacerle los ojos y la dentadura, luego al secar se le aplica una segunda capa con papel blanco que permitirá un acabado liso y facilitará un trazado fácil a los pinceles, la cual se lleva a cabo con un pegamento preparado de almidón o una mezcla que es utilizada para fijar papel tapiz. El tercer y último paso, es pintar la máscara del danzante, preferiblemente con acabados en esmalte que además de darle brillo evita su deterioro inmediato. Sobre la superficie de la máscara se plasman líneas, círculos, figuras y rayas de diversos colores que le da vida a ese objeto fijo y supone estas formas y figuras uno de los elementos necesarios como protección ante incursiones malignas.

## Indumentaria

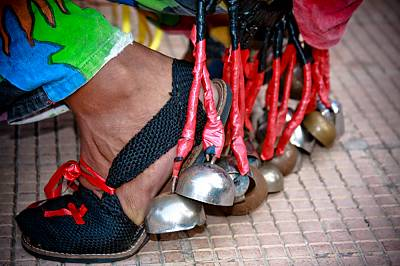
INDUMENTARIA: Campanario (campanas) y Alpargatas (calzado)

La máscara cuenta con un orificio para que el rostro del danzante quede cubierto al colocársela en la cabeza, además posee un manto llamado "saco" adherido a la máscara con hilo fuerte, este forro de tela cubre el rostro mientras ejecutan la danza sujetando al mismo tiempo la máscara pues lleva dentro un "agarradero" hecho de madera para sujetarla con la mano mientras realiza diferentes movimientos con ella. En el aro, donde se unen los cachos, se ata una cantidad ilimitada de cintas de distintos colores las cuales cumplen su cometido al realizar rituales durante la danza pues, al visitar los altares que levantan algunos promeseros en la comunidad y tras el recorrido de la procesión que preside el sacerdote, los danzantes invaden estos lugares y las cintas de sus máscaras hacen contacto con cada Altar que ha sido bendecido por el religioso mediante la exposición de la custodia del Santísimo.
La vestimenta consta de un pantalón largo y una camisa manga larga, ambas piezas de color blanco que servirán de fondo para plasmar de manera artesanal con pintura para tela u otro tipo de tintura algunos círculos, rayas y cruces de distintos colores, estos dibujos se llevan a cabo en forma asimétrica o contrapuesta, algunos agregan en su camisa figuras o imágenes religiosas como complemento, estas terminan siendo obras artísticas.
El resto de la indumentaria del danzante la componen los crucifijos, campanario y alpargatas. Crucifijos y medallas con imágenes religiosas son colocadas de manera "cruzada" como elementos de protección en el torso del participante, van colgadas en el pecho y en ambos costados; algunos agregan en la espalda una medalla más, todos estos se colocan luego de haber rezado sus respectivas oraciones. 
El campanario, el cual produce sonidos durante la danza, no es otra que la distribución de varias campanas que cuelgan en la cintura de los practicantes de la manifestación, todas atadas en un cinturón o una cuerda que asemeje un correaje y que al chocar entre sí  durante los movimientos del danzante producirán el sonido esperado. Por último, las alpargatas, ellas son el calzado que utiliza el Diablo Danzante, a las que en ocasión le agrega una cruz en cada pieza también como protección ante el desafío de imitar al verdadero diablo y agotarle durante el recorrido, intentando como sacrificio hacerle rendir.

## Desarrollo de la danza
Para la festividad de Corpus Christi, cada danzante debe contar con su traje e implementos ya terminados. El día la víspera, el miércoles, cada uno debe dirigirse a media mañana hacia la parte más alta de la población, el "Cerro Colorado", vestirse en ese lugar y esperar el llamado de la "caja", que será ejecutada por un integrante de los diablos identificado como El Cajero, este estará ataviado con la vestimenta de la cofradía pero no contará con implementos como campanario ni máscara, solo el instrumento de percusión. 

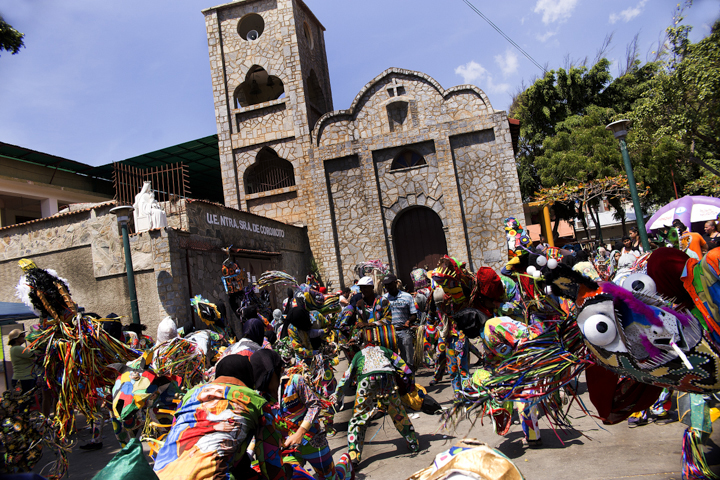
Danza frente a la Iglesia

El cajero, que se encontrará en la Plaza Bolívar o en los alrededores de la iglesia de Pueblo Arriba, hará el llamado con el toque inicial en el mismo momento que repiquen las campanas, anunciando las doce del mediodía, la hora exacta para iniciar la actividad. En ese momento y al escuchar el toque de llamado, todos los diablos emprenden la bajada del cerro para acudir al sitio donde se encuentra el cajero. Al llegar al lugar y para rendir culto, se ubicarán al frente de la iglesia que siempre permanecerá con las puertas cerradas. Comienza la ceremonia, la mayoría de los participantes lo hace al cumplir una petición, una promesa personal o de salud.
Se colocan de rodillas a las puertas de la iglesia a orar y cumplir la petición hecha al Santísimo Sacramento del Altar como ofrenda por los favores recibidos. El cajero que los acompaña durante el ritual a un lado de la puerta del templo, suena la "caja" para que se vayan incorporando por grupos y de esta manera todos tengan la oportunidad de arrodillarse y orar frente a la Iglesia. Algunos danzantes optan por hacer penitencia caminando de rodillas desde la cruz hasta la iglesia, es un trayecto que cubre unos treinta metros. Al culminar este ritual se disponen a recibir a los nuevos danzantes; "los nuevos" se colocan arrodillados en plena calle y frente a la iglesia formando un círculo. 
El resto danza a su alrededor de los nuevos, pasando las cintas de sus máscaras sobre la cabeza de los novicios, esta ceremonia se denomina "el bautizo". Cumplido el ritual ya son formalmente recibidos, al incorporarse al grupo mayoritario se disponen a recorrer con los demás danzantes las principales calles del pueblo de Naiguatá; durante ese recorrido; en homenaje a los fundadores de la diablada, visitan cada una de las viviendas de los familiares de esos danzantes ya fallecidos o a las casas de algunos Diablos Mayores y que aun participan en la manifestación. En cada parada, los más diestros, muestran su agilidad al danzar ejecutando el baile del vaso o el baile del huevo. A su paso por el cementerio realizan una ceremonia a las puertas del camposanto, lugar donde descansan los danzantes que ya se fueron. Antes de caer la tarde ya han cumplido su cometido el día de la víspera.

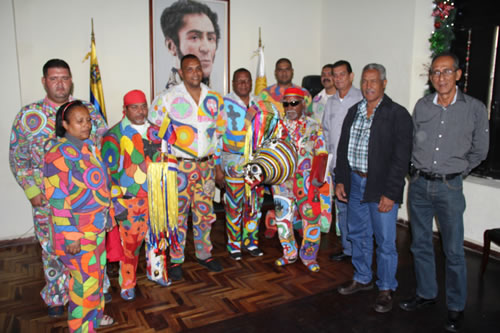
Condecoración Manuel Gual y José María España por parte del Alcalde de Vargas

A las seis de la mañana del jueves de Corpus Christi se escucha el sonido de los fuegos artificiales anunciando el amanecer del día esperado por todos. Hacia las nueve y treinta de la mañana se realizan los últimos detalles y preparativos en la iglesia para iniciar la misa solemne en honor al Santísimo Sacramento.
A las diez, devotos y feligreses se congregan en la iglesia para escuchar la misa y el mensaje de este día a cargo del obispo o el párroco. A diferencia del miércoles, cuando los danzantes se reúnen en un mismo lugar para acudir como un solo grupo hasta la iglesia, este día, jueves de Corpus Christi, cada danzante decide el lugar de partida, pues según la tradición ese día "el diablo anda suelto", los danzantes andan sueltos y salen de cualquier sitio. 
El cajero, al igual que el día anterior, permanece en los alrededores de la Iglesia pero esta vez, debe esperar que culminen los oficios religiosos y cierren las puertas del templo para hacer el llamado con la "caja" para que los danzantes comiencen a reunirse frente a la iglesia e inicien sus ceremonias, que en definitiva cumplen las mismas pautas del día anterior, todo ello una vez que el sacerdote da por concluida la misa solemne.
Mientras los Diablos Danzantes de Naiguatá recorren las calles del poblado, se realizan los preparativos de los altares que serán levantados tradicionalmente ornamentados por algunas familias para recibir en la noche la procesión la cual llevará la custodia como representación del Santísimo Sacramento.
En cuanto a la danza, que no posee coreografía alguna ni requiere ensayos previos, es una danza de estilo libre, aunque se realiza en grupo, cada danzante exhibe sus habilidades de manera individual, sin embargo los pasos, el ritmo y sus movimientos son los mismos entre sí, existen algunas formas de expresar la destreza de los danzantes, el Baile del Vaso es uno de ellos, esta representación comienza marcando con el pie y alrededor del vaso los cuatro puntos cardinales en señal de una cruz, además demuestra el balanceo rítmico del cuerpo del danzante en un mismo lugar sobre un objeto fijo, “el vaso”, al concluir tiene su recompensa pues, si durante la muestra de sus pericias sobre el vaso logra concluir satisfactoriamente, se apodera del contenido del mismo cual premio por la hazaña, aquel que derribe el vaso y derrame lo que se encuentre en el envase, obviamente no podrá saborear ese triunfo. 
Hay otro estilo en la danza, este es el Baile del Huevo, el cual corresponde en colocar en el piso un huevo de gallina sobre un puñado de tierra, solo lo suficiente para que se mantenga en forma vertical. Alrededor de ese huevo y casi a escondidas, se colocan varias monedas para que el danzante, mientras realiza sus movimientos rítmicos en torno al objeto, retire dichas monedas con la punta de las alpargatas con precisos y delicados movimientos que al mismo tiempo cuide no romperlo. Si ello sucede favorablemente, se apropiará de todas las monedas que haya logrado retirar.
Se ha escuchado de los más adultos que en otros tiempos, cuando en las casas de la población era costumbre criar gallinas en el corral o aquellos quienes eran fanáticos de las peleas de gallo, de su gallinero ofrecían en fecha de Corpus a los danzantes, cuando hacían su recorrido por las calles, colocar un huevo para que un ágil danzante realizara ese mítico baile, aquella postura de gallina que no resultaba malograda al concluir aquel sagaz baile era colocado nuevamente bajo la gallina para que continuara encubándolo, de ese huevo provenía una buena gallina ponedora o un hábil gallo de pelea.

## La procesión
A las seis de la tarde, reunidos en la Iglesia; la feligresía y los grupos apostolados de la parroquia, inician con el Párroco la procesión, quien llevará en sus manos la custodia del Santísimo Sacramento para visitar, bajo el Palio, los siete altares ubicados en distintos lugares de su ruta. Cumpliendo con la tradición, los Diablos Danzantes de Naiguatá jamás darán el frente a ninguna figura de la Iglesia, sea esta el sacerdote, la custodia con el Cuerpo de Cristo o la Iglesia con las puertas abiertas, por eso permanecerán rezagados y distantes de la procesión en señal de sumisión y temor a la magnanimidad.

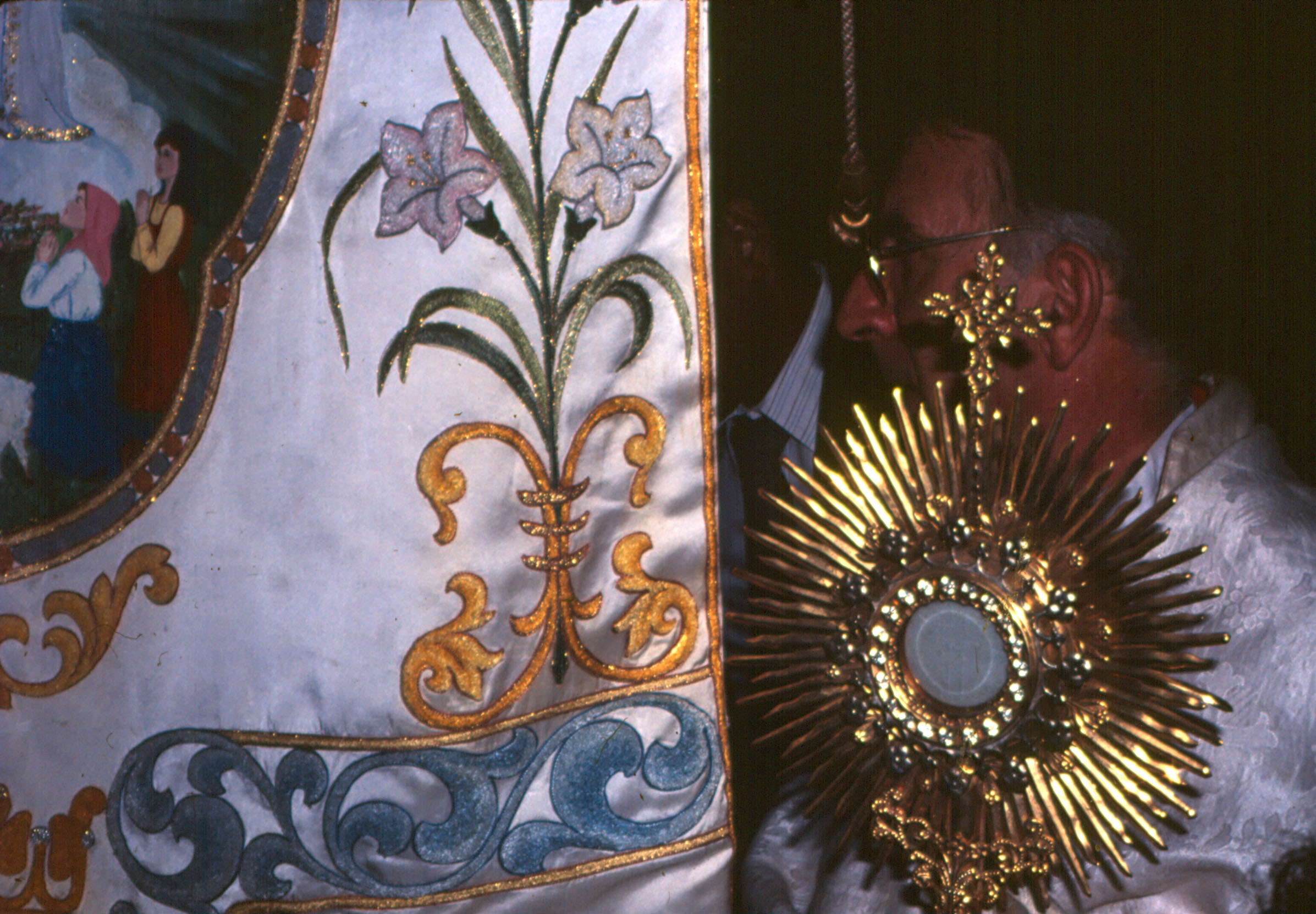
Procesión con la Custodia del Santísimo

El primer altar por visitar está organizado por la Sociedad del Santísimo Sacramento de Naiguatá, luego que el sacerdote bendice con la custodia cada uno de esos siete altares que han sido adornados para este día por algunas familias que ofrecen ornamentar éstos sitios como señal de promesa y todos estarán ubicados en distintos lugares de la ruta de la procesión por las principales calles de la población, el cajero espera que todas las personas que participan en dicha procesión se hayan distanciado junto con el sacerdote, luego hace el llamado sonoro con la "caja" a los danzantes para que éstos avancen y se presenten ante el altar que acaba de ser bendecido, llegan danzando al altar y al pasar sus máscaras al frente de este, sus cintas hacen contacto con el monumento levantado por las familias en ocasión de esta celebración y de esa manera las cintas van absorbiendo la bendición que el sacerdote ha ofrecido al Altar durante el ritual solemne con la custodia en mano, por esta razón se dice que las cintas de los Diablos de Naiguatá están bendecidas. Luego de cumplir con el recorrido en procesión por las calles del pueblo y llegar nuevamente de regreso a la Iglesia Parroquial en Pueblo Arriba, el Párroco procede a dar la última bendición a los presentes y guardar la custodia en el templo, señal de que la procesión y el acto religioso ha finalizado, los Diablos Danzantes de Naiguatá quienes hasta ese momento se mantuvieron distante se trasladan sigilosos hasta la Plaza Bolívar luego de escuchar el llamado de la Caja, allí frente a la iglesia realizan su última danza por este año, templo, que como ya sabemos, siempre deberá permanecer con sus puertas cerradas. Todos los danzantes bailan hasta agotar el último aliento que les queda y de esta manera se despiden hasta el próximo año.

## Declaración de Patrimonio Cultural Inmaterial de la Humanidad

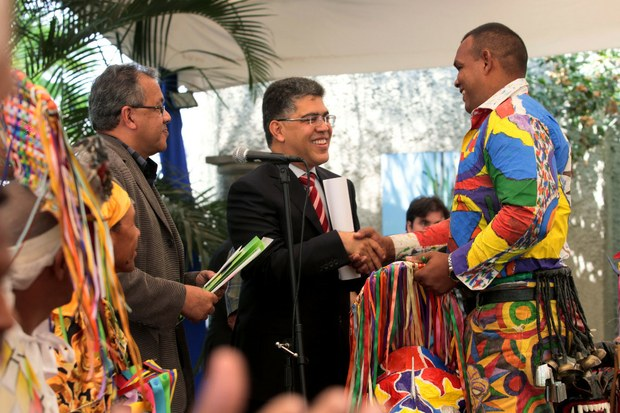
El canciller Elias Jaua entrega certificado de UNESCO como Patrimonio Cultural e Inmaterial de la Humanidad

Los Diablos danzantes de Corpus Christi ingresaron, junto con otras 11 cofradías del país, a la lista representativa del Patrimonio Cultural Inmaterial de la Humanidad que aprueba la Organización de la Naciones Unidas para la Educación, Ciencia y la Cultura (Unesco), en París, el 6 de diciembre del año 2012.

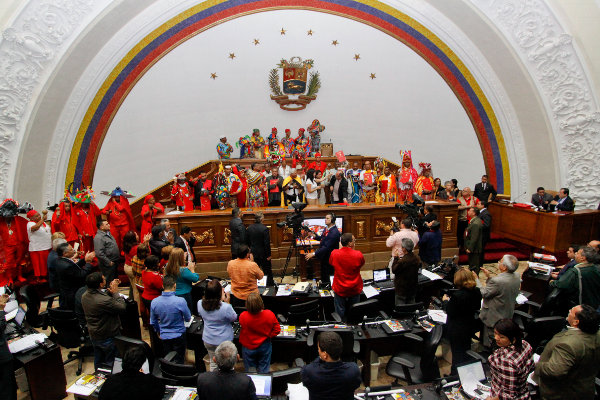
Acuerdo de Reconocimiento de la Asamblea Nacional por la Declaratoria de UNESCO

Once cofradías, enraizadas en igual número de comunidades de
Venezuela desde hace cerca de cuatrocientos años, se rinden ante el
Santísimo Sacramento, el noveno jueves después del Jueves Santo,
integrados a la celebración católica del Corpus Christi. En cada
una de estas comunidades, las vestimentas, los bailes e instrumentos
utilizados son diferentes, pero tienen en común una ceremonia plena
de religiosidad popular, devoción y fe desprendida, en la que
concurren los elementos de las culturas africanas y originarias, en
una tradición transmitida de padres a hijos, signada por la participación
popular, la resistencia cultural, el desarrollo de vínculos
solidarios y la celebración de la espiritualidad.
Este reconocimiento de la UNESCO a los Diablos Danzantes de Corpus Christi de Venezuela proyecta con intensidad al pueblo venezolano en
el resto del mundo, desde una de sus prácticas culturales de mayor arraigo y trascendencia, y lleva un mensaje de solidaridad para todos los Pueblos.
El 11 de diciembre de 2012 la Asamblea Nacional (AN) aprobó el Proyecto de Acuerdo de Reconocimiento con motivo de haber sido declarado como Patrimonio Cultural Inmaterial de la Humanidad a los Diablos Danzantes de Corpus Christi, por parte de la Unesco, a esta manifestación cultural venezolana que rinde culto al Santísimo Sacramento.
En el acto, estuvo el ministro de la Cultura, Pedro Calzadilla, quien señaló que este reconocimiento es para miles de venezolanos que han formado parte de los Diablos de Corpus Christi por más de 400 años: “Quienes están aquí han resistido y han permitido que esta manifestación cultural, esté entre nosotros todavía. Hoy es posible, en medio de la revolución Bolivariana -es cuando se ha hecho más que en otros tiempos donde fueron invisibilizados por muchos años- que ahora estén a los ojos del mundo. Solo así seremos libres y soberanos, solo así seremos reconocidos”, afirmó.